# Alenatea fuscocolorata
Alenatea fuscocolorata là một loài nhện trong họ Araneidae.
Loài này thuộc chi Alenatea. Alenatea fuscocolorata được Friedrich Wilhelm Bösenberg & Embrik Strand miêu tả năm 1906.